# Keoonik
Keoonik (Kiwnik, Kiwnik, Kiwonik, Ki-won-ik, Keeoony, Keeoonik; Otter), Keoonik je bezbrižna životinja prevarant iz narodnih priča Micmac Indijanaca. Obično se pojavljuje u doslovnom obliku vidre i provodi vrijeme pljačkajući i varajući ostale šumske životinje, posebno svog rivala prevaranta Ableegumoocha. Poput modernih likova iz crtića, Keoonik i Ableegumooch ponekad ubiju sami sebe ili jedan drugoga svojim trikovima, a zatim se nasumično vrate u život. Keoonik je glavni lik mnogih priča namijenjenih djeci. Često se ponaša glupo ili stvara probleme drugima, ali za razliku od životinjskih prevaranata u nekim drugim plemenima, nije opasan niti zlonamjeran i rijetko uzrokuje trajnu štetu. Ableegumooch i Keoonik popularni su likovi s pripovjedača, a priče o njima dvojici također su posuđene u folkloru susjednih plemena kao što su Maliseet i Penobscot.